# AOL
AOL Inc. (anteriorment coneguda com a America Online, escrit AOL o Aol) és una multinacional americana dels mitjans de comunicació de masses establerta a la Ciutat de Nova York que desenvolupa, fa créixer, i inverteix en marques i llocs web. La seva activitat inclou la distribució digital de continguts, productes i serveis que ofereix a consumidors, editors i publicistes.
El 12 de maig de 2015, Verizon va anunciar plans per comprar AOL per 50$ per participació, en un tracte total valorat en 4.400 milions de dòlars. L'adquisició va ser completada el 23 de juny del mateix any.